# Kendra Wilkinson

Kendra Leigh Baskett, tidigare Kendra Leigh Wilkinson, född 12 juni 1985 i San Diego, Kalifornien, är en amerikansk fotomodell. Hon är mest känd som en av Playboy-grundaren Hugh Hefners tre ex-flickvänner och som var  med i realityserien The Girls Next Door på E!, där hon spelade sig själv, för att visa hur livet på Playboy Mansion kan vara.

## Biografi
Kendra Wilkinson föddes i San Diego, Kalifornien och har rötter från England och Irland. Hon är det äldre av två barn, hennes yngre bror är Colin. Hennes mor Patti, var ursprungligen från New Jersey, och hade varit cheerleader för Philadelphia Eagles. Hennes far Eric, växte upp i Pennsylvania och New Jersey, innan han flyttade till San Diego.

## Karriär
Efter high-school 2003 extraknäckte hon som fotomodell och en fotograf skickade några bilder till Playboy. Hon blev anlitad att arbeta under Hugh Hefners 78-årsfest 2004 då hon tillfrågades om hon ville bli en av hans flickvänner. År 2005 började inspelningarna av The Girls Next door där hon var med till säsongen 2008. Hon gifte sig 2009 med amerikansk fotbollsspelaren Hank Baskett och fick i december samma år en liten son. Hon hade en egen dokusåpaserie, Kendra, som började sändas på E! 2009 och gick i tre säsonger. Den första säsongen handlade om att hon levde på egen hand och planerade sitt kommande bröllop. År 2012 hade en ny realityserie med Kendra Wilkinson premiär på WEtv, som är ett konkurrerande bolag till E!. Dess fjärde säsong visades hösten 2015. 
Hon är även med i Akons video Smack That, visas även i Scary Movie 4, och The Girls Next Door syns också i Nickelbacks video Rock star.